# رودريغو ريفيرا (لاعب كرة قدم)
رودريغو ريفيرا هو لاعب كرة قدم سلفادوري، ولد في 16 أغسطس 1993.